# オリエンティア属
オリエンティア属（Orientia）は真正細菌のプロテオバクテリア門アルファプロテオバクテリア綱リケッチア目リケッチア科の属の一つである。
昆虫および哺乳類で見られる偏性細胞内グラム陰性細菌である。感染した昆虫の刺咬や糞便を介して拡散する。
この属は現在、ツツガムシ病の病原菌であるオリエンティア・ツツガムシ（Orientia tsutsugamushi）のみが承認されている。かつては、Orientia chutoも属していた。

## "CandidatusOrientia chiloensis"
Orientia chiloensisは2010年に発見された細菌であり、その高度に分岐したタイプ特異性抗原遺伝子 (tsa) によって、オリエンティア属の新種の可能性が示されている。
チリでは、ツツガムシ病は南部、特にチロエ島及び、パタゴニアのフィヨルドや海峡で発生することが知られている。2015年から2020年の間にチリでは計40件の発症が確認されており、感染者の多くは薪集めや伐採に従事していたと報告していた。チリの学者Katia Abarcaによると、チリのこの感染症はこの地域固有のものであり、ツツガムシ病が流行している地域"Tsutsugamushi Triangle"から侵入したものではないという。この感染症が2006年になってチリで最初に報告されたのは、おそらく過少診断と過少報告の結果であると考えられている。チリ最南端の地域マガジャネス・イ・デ・ラ・アンタルティカ・チレーナ州では2020年1月に初めて報告された。チロエ島北部での研究によると、齧歯動物の体内に生息するダニがこの病気の保菌者及び媒介者であると考えられている。